# Michał Bylina
Michał Bylina, né le 18 janvier 1904 à Worsówka, près de Kiev, et mort le 5 août 1982 à Varsovie, est un peintre, graphiste et illustrateur polonais. Professeur à l'académie des beaux-arts, il a participé à la guerre défensive de 1939 et à l'insurrection de Varsovie. 

## Biographie
Élève de Władysław Skoczylas et de Tadeusz Pruszkowski, Bylina étudie à l'école des beaux-arts de Varsovie. De 1928 à 1938, il est responsable de l'illustration des magazines pour enfants Płomyczka et Płomyka. Il reçoit le prix du Premier ministre et du ministère de l'Intérieur au Salon de peinture de 1937.
En septembre 1939, il participe à la guerre défensive contre l'Allemagne dans les rangs du 1er régiment de cavalerie. Blessé au ventre le premier jour de la guerre à la bataille de Mława, il guérit rapidement et reprend du service au groupe opérationnel de cavalerie commandé par le général Władysław Anders, dont fait partie le 1er régiment de cavalerie. En 1944, alors qu'il se trouve à Mokotów pendant l'insurrection de Varsovie, il est promu lieutenant de l’Oddziale Sztur- mowym (OS V, pour « groupe d'assaut V »). À partir de 1956, il est professeur à l'académie des beaux-arts de Varsovie.
Il peint principalement des scènes de bataille célébrant les exploits de l'armée polonaise à travers l'histoire. Il réalise des affiches et illustre également plusieurs livres, dont un récit pour enfants de la légende de Kalevala écrit par Janina Porazińska. Récipiendaire de l'ordre des bâtisseurs de la Pologne populaire, il est lauréat du prix de Varsovie. Ses œuvres peuvent être vues, entre autres, au Musée de l'Armée polonaise. Il est aussi le parrain de l'école primaire no 310 située dans le quartier Ursynów à Varsovie. Il est enterré au cimetière militaire de Powązki. 
En 1954, à l'occasion du 10e anniversaire de la République populaire de Pologne, il est fait chevalier de l'ordre Polonia Restituta. Il se voit par ailleurs décerner l'ordre de la Bannière du Travail de 1re classe en 1980.